# Желовське лісництво
Желовське лісництво (рос. Желовское лесничество) — присілок в Перемишльському районі Калузької області Російської Федерації.
Населення становить 4 особи. Входить до складу муніципального утворення Присілок Григоровське.

## Історія
Від 2004 року входить до складу муніципального утворення Присілок Григоровське

## Населення
1. Н/Д[3]